# レイモンド・ドゥーガン
レイモンド・スミス・ドゥーガン（Raymond Smith Dugan、1878年5月30日 - 1940年8月31日）は、アメリカ合衆国の天文学者。
1899年にマサチューセッツ州のアマースト大学を卒業した。ベイルートのシリア・プロテスタント大学で数学、天文学の助手をした後、ドイツのハイデルベルク大学のケーニヒストゥール天文台 (Landessternwarte Heidelberg-Konigstuhl) で助手を務め、1905年に博士号を得た。当時のハイデルベルク大学はマックス・ヴォルフのもとで､小惑星探査の中心となっており、ハイデルベルク時代にドゥーガンも16個の小惑星を発見した。その中には海王星以遠天体を除く小惑星としては6番目の大きさの小惑星である(511) ダビダがふくまれる。
1905年にプリンストン大学に戻り、1920年から教授となった。食変光星の観測に業績があった。1927年にヘンリー・ノリス・ラッセル、ジョン・クインシー・ステュワート（John Quincy Stewart）と共著で『Astronomy: A Revision of Young’s Manual of Astronomy』 (Ginn & Co., Boston, 1926-27, 1938, 1945)を著し、これは長年にわたって、天文学の標準的な教科書となった。
小惑星(2772) ドゥーガンの命名は彼にちなむ。